# Laure-Minervois

Laure-Minervois este o comună în departamentul Aude din sudul Franței. În 1 ianuarie 2022 avea o populație de 1.030 de locuitori.